# ام‌وی تاکو
ام‌وی تاکو (به انگلیسی: MV Taku) یک کشتی است که طول آن ۳۵۲ فوت (۱۰۷ متر) می‌باشد. این کشتی در سال ۱۹۶۳ ساخته شد.